# Donzenac
Donzenac – miejscowość i gmina we Francji, w regionie Nowa Akwitania, w departamencie Corrèze.
Według danych na rok 1990 gminę zamieszkiwało 2050 osób, a gęstość zaludnienia wynosiła 85 osób/km² (wśród 747 gmin Limousin Donzenac plasuje się na 45. miejscu pod względem liczby ludności, natomiast pod względem powierzchni na miejscu 264.).
Miasto położone jest na zboczu wzniesienia dominującego dolinę rzeki Maumont (dopływu Corrèze). Dzielnica zamkowa (niegdyś ufortyfikowana) zachowała charakter osady średniowiecznej ze swoimi wysokimi murami, wąskimi i krętymi uliczkami. W pobliskiej osadzie Travassac znajduje się niezwykłe muzeum - używający tradycyjnych metod kamieniołom łupka dachowego (fr. ardoisière).

## Historia
W Donzenac mieściła się kasztelania, która należała do wicehrabiów Comborn, wicehrabiów Turenne oraz wicehrabiów Malemort.

## Populacja

Populacja Donzenac w latach 1962–2008

## Galeria

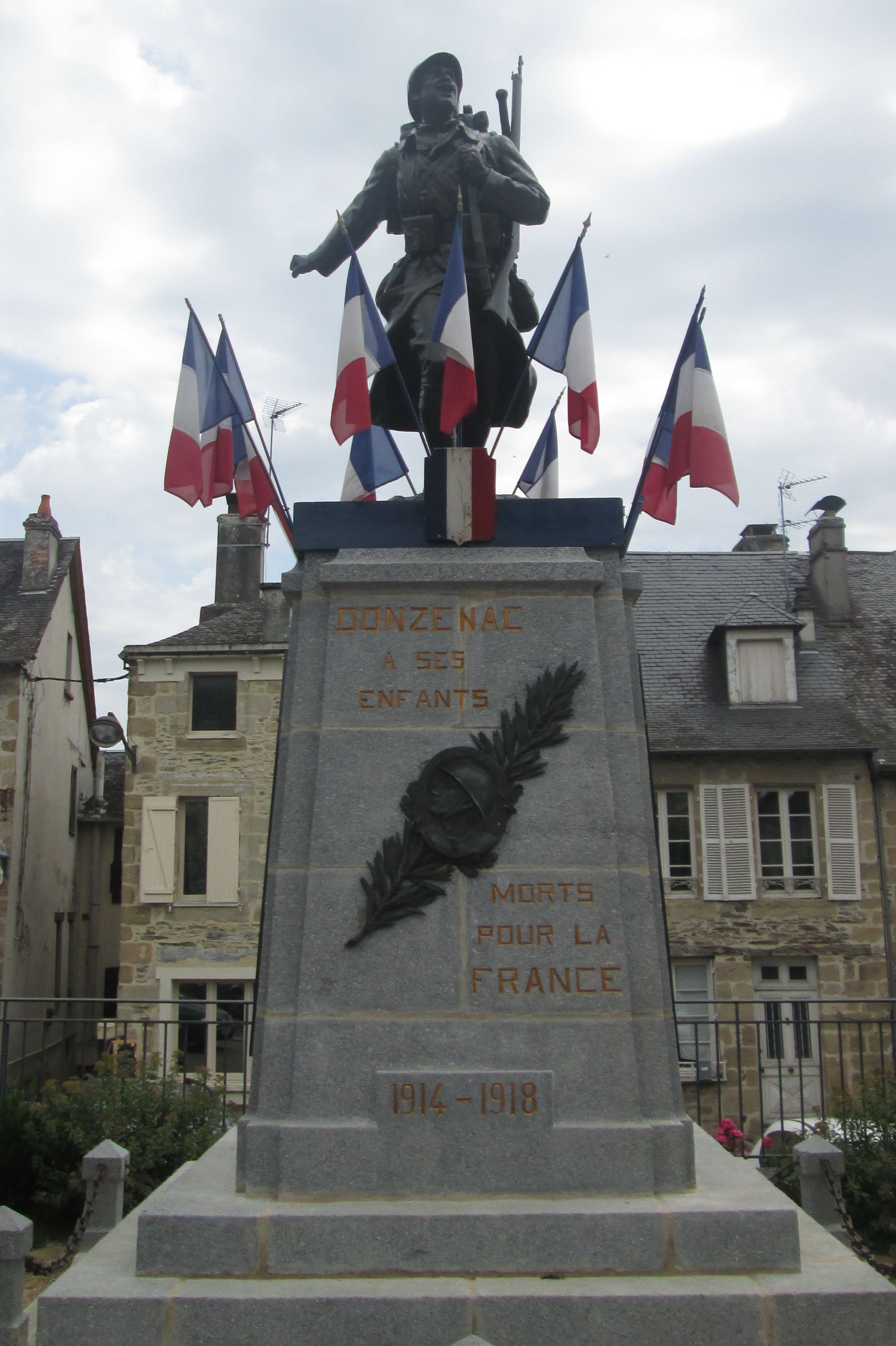
Pomnik poległych w I wojnie światowej (2014)
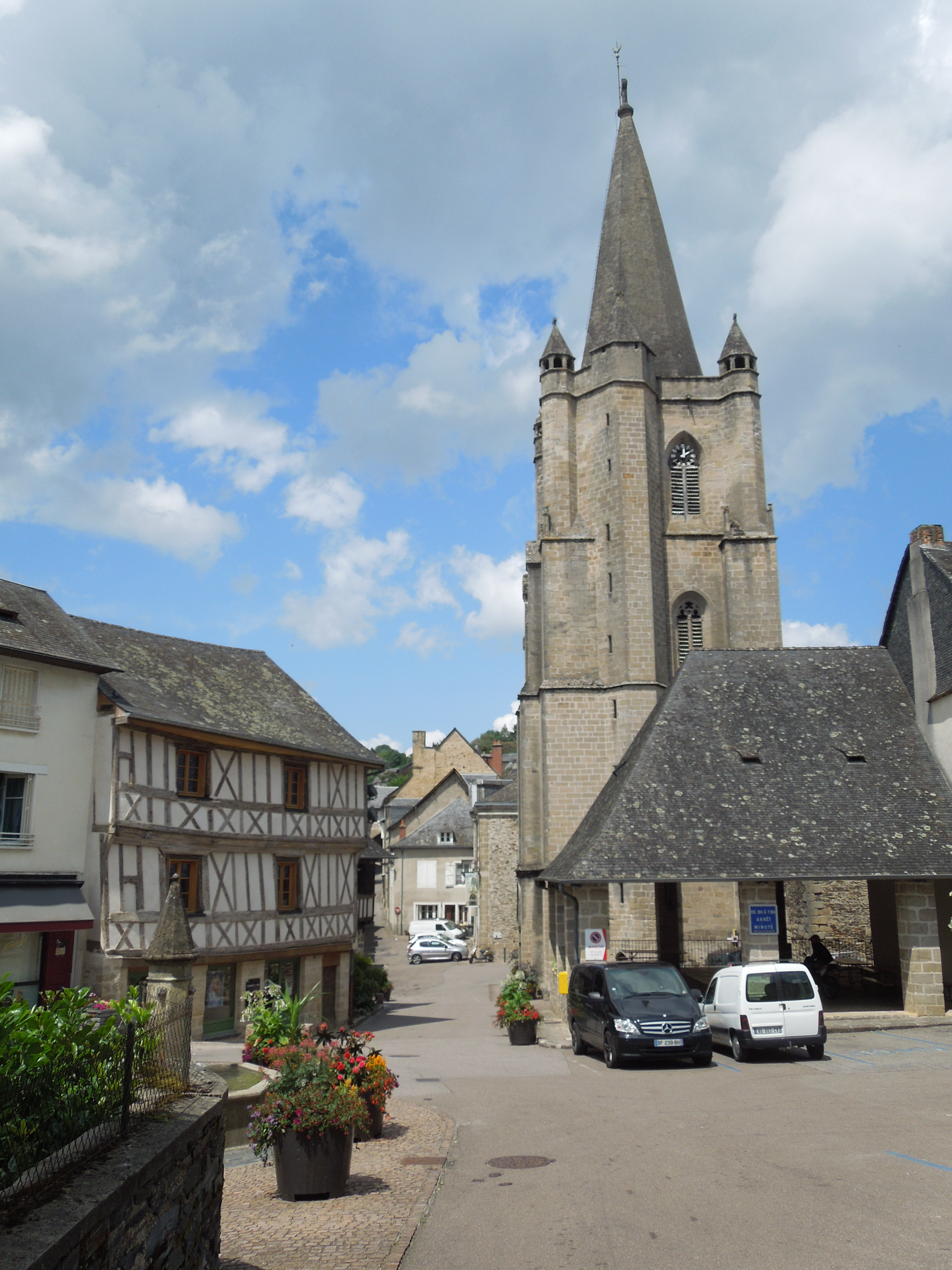
Kościół św. Marcina (2014)
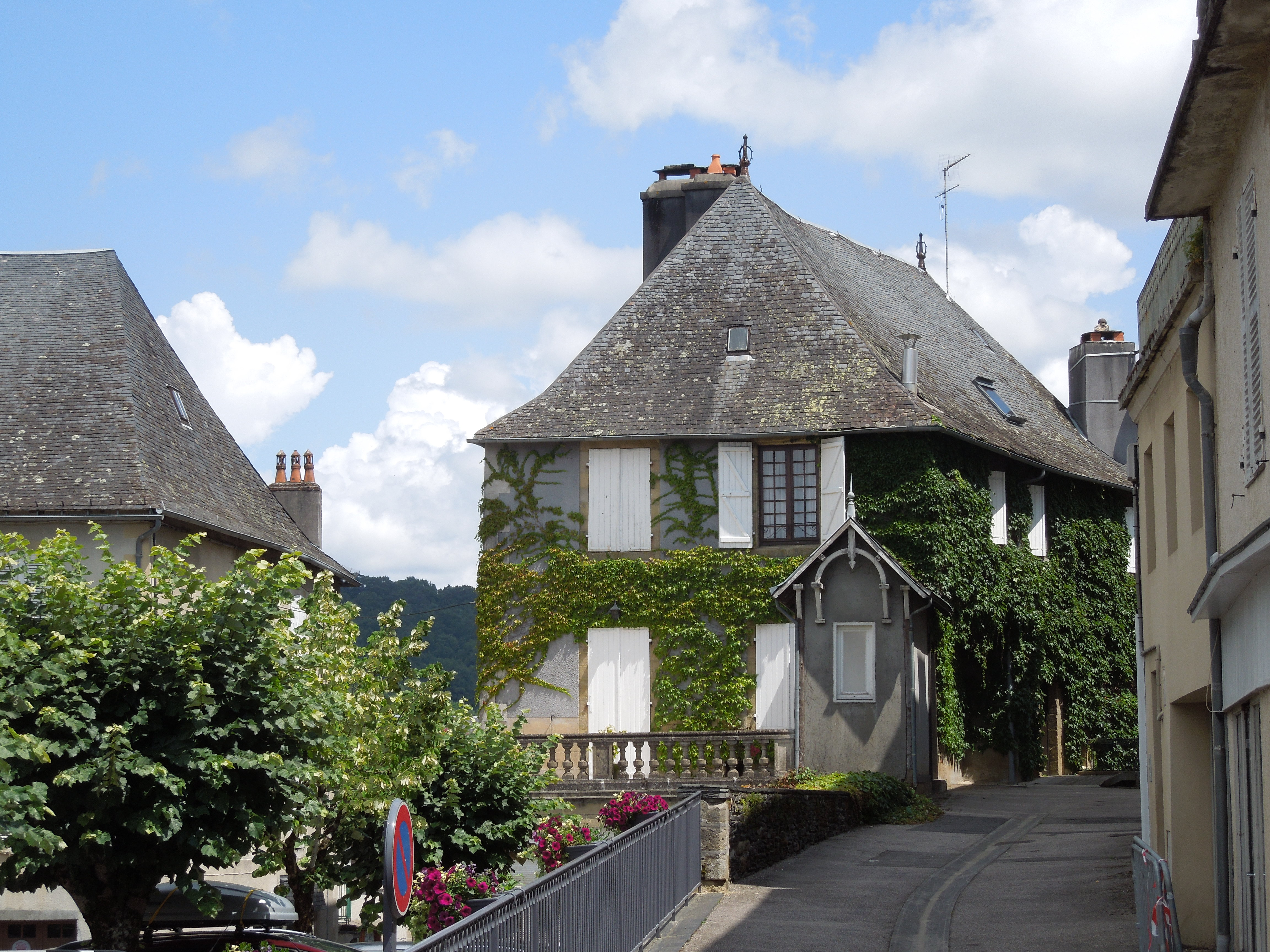
Donzenac (2010)
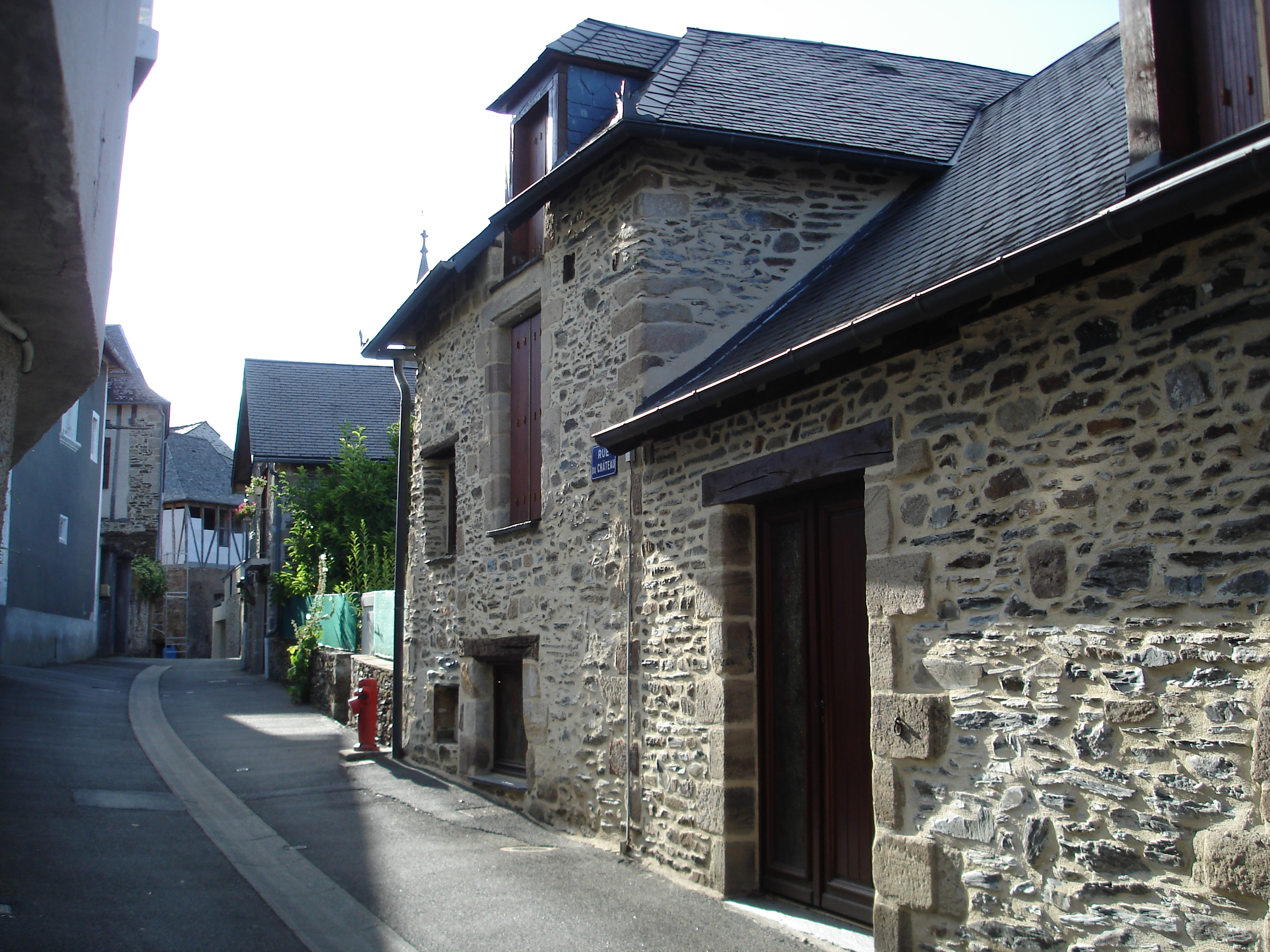
Donzenac (2014)